# Aleksander Szaniawski
Aleksander Szaniawski (ur. ok. 1813 – zm. 21 lutego 1863 pod Sycyną) – naczelnik wojskowy powiatu bialskiego w powstaniu styczniowym.
Był właścicielem wsi Krasówka pod Łomazami na Podlasiu. Członek organizacji przedpowstaniowej. W powstaniu został dowódcą oddziału. W nocy z 22 na 23 stycznia 1863 przeprowadził udany atak na wojsko rosyjskie w Łomazach. Poległ w bitwie pod Sycyną. Pochowany w Białej Podlaskiej w podziemiach kościoła św. Anny.